# Волна (парк, Уфа)
«Волна» — единственный парк в Затоне Ленинского района города Уфы, в квартале улиц Ирендык, Союзной, Шмидта и Ахметова.

## Описание
В парке, площадью 10 га, находятся два озёра, амфитеатр, детские игровые площадки и автогородок, хоккейная коробка, велосипедные дорожки, скейт-парк и спортплощадка.

## История
Открыт в 1976 году, носил имя Миннигали Губайдуллина.
К 2011 году представлял собой зелёный массив с кучами мусора. В 2011 году в парке открыт памятник Десантникам — уроженцам Башкортостана, погибшим при исполнении воинского долга: на постаменте установлен бронетранспортёр БТР-70.
18 марта 2018 года проект реконструкции парка для голосования представлен на избирательных участках. Реконструирован в 2018–2021 годах ООО «Компания «Потенциал» за счёт федерального бюджета (более 115 млн рублей) по программе «Формирование комфортной городской среды».